# Вилт Чејмберлен
Вилтон Норман „Вилт“ Чејмберлен (енгл. Wilton Norman "Wilt" Chamberlain; Филаделфија, САД, 21. август 1936 — Лос Анђелес, САД, 12. октобар 1999) бивши је амерички професионални кошаркаш.
Играо је на позицији центра, а изабран је на НБА драфт 1959. године од стране Филаделфија Вориорса. У својој петнаестогодишњој каријери остварио је многе успехе. Играјући за Харлем глобтротерсе, Филаделфија/Сан Франциско вориорсе, Филаделфија севентисиксерсе и Лос Анђелес лејкерсе освојио је два НБА прстена, четири пута проглашаван је најкориснијим играчем лиге, те је једном проглашен за најкориснијег играча НБА Ол стар утакмице, једном за најкориснијег играча НБА финала и једном за новајлију године. Чејмберлен је тринаестероструки НБА Ол-стар, те је десет пута изабран у НБА тим и два пута у НБА одбрамбени тим.
Чејмберлен је власник неколико десетина НБА рекорда, најчешће у поенима и скоковима. Заједно с другим остварењима, Чејмберлен је једини играч који је у једној НБА сезони остварио просеке више од 40 и 50 поена по утакмици, те једини који је у једној утакмици постигао 100 поена. Такође Чејмберлен је освајао седам награда за најбољег стрелца лиге, једанаест награда за најбољег скакача лиге, девет пута био је најпрецизнији у постигнутим кошевима, те је једном чак предводио лигу и у асистенцијама. Колико је био доминантан у нападу и скоковима говоре следећи подаци да је у својој каријери постигао невероватних 31.419 поена и 23.924 скокова. Чејмберлен је члан Кошаркашке Куће славних од 1978. године, а 1980. године уврштен је на списак 35 највећих кошаркаша НБА лиге. Године 1996, примио је велико признање када је уврштен на списак 50 највећих играча у историји НБА лиге. Након НБА каријере, Чејмберлен је постао врло успешан бизнисмен, те је остварио неколико запаженијих глумачких улога, од којих је и она у филму  Конан уништитељ. Цео живот био је нежења, а након његове смрти изашао је невероватан податак да је спавао са 20 хиљада жена.

## Биографија

### Детињство
Чејмберлен је рођен у граду Филаделфији у савезној држави Пенсилванији. Као једно од деветеро браће и сестара, био је крхко дете, те је умало умро од пнеумоније што је резултовало пропуштањем целе школске године. У раном детињству, Чејмберлена кошарка није превише занимала будући да је он мислио да је то „игра за слабиће“. Чејмберлен се бавио атлетиком, понајвише трчањем. У разним дисциплинама остварио је сјајне резултате, од којих су најбољи у скоку увис, трчању на 400 m, скоку удаљ и др. Међутим, Чејмберлен је одустао од свега тога будући да је у Филаделфији кошарка била „краљица свих спортова“.
Како је Чејмберлен већ у узрасту од 10 година био висок око 1,83 м, а у средњој школи око 2,11 м, имао је сјајне предиспозиције за кошарку. Након неколико месеци вежбања и тренинга, Чејмберлен је физички ојачао, те је на видело дошао његов таленат за постизање поена и блокирање шутева. Према новинару ЕСПН-а, који је коментарисао Чејмберлена, он је био „застрашујуће огроман наспрам осталих смртника“. У то време, добио је бројне надимке, од којих му је најдражи „Велики Медвед“ (енгл. The Big Dipper), јер је увек, пре уласка у неку просторију, морао сагнути главу.

### Средња школа
У сезони 1952/53. Чејмберлен је, као играч Овербрук пантерса, просечно постизао 31 поен по утакмици, те је одвео екипу до освајања Јавне лиге. У финалној утакмици града Филаделфије, против ривала Вест католика, Чејмберлен је био у неколико наврата зауставаљан од чак тројице играча, али ни то му није засметало да постигне 29 поена. Упркос сјајном Вилту, његова екипа изгубила је резултатом 54:42.
У другој сезони у дресу Овербрука, Чејмберлен је наставио са сјајним играма, те је у утакмици са средњом школом Роксборо постигао чак 71 поен. Пантерси су с лакоћом ушли у финале јавне лиге, те тамо свладали средњу школу Нортист хај скул. У тој утакмици, Чејмберлен је постигао 40 поена и донео својој екипи још једну титулу Јавне лиге. У финалу града Филаделфије сусрели су се са средњошколским тимом Саут католика. У тој утакмици Чејмберлен је поново био незаустављив, те је са 32 постигнута поена својој екипи донео победу 74:50 и титулу града. Те сезоне, Овербрук је, на челу с Чејмберленом, остварио невероватан однос од 19:0.
Током летњих празника, Чејмберлен је радио у оближњем хотелу. Управо тамо одсео је тренер Бостона Селтикса, Ред Ауербак, који је одмах уочио талентованог младића. Наговорио га је на двобој 1 на 1 са звездом универзитета Канзас, Бертом Борном, који је изабран за најкориснијег играча НБА финала 1953. године. Чејмберлен је тај двобој добио резултатом 25:10, а Борн, разочаран својим поразом, одустао је од обећавајуће НБА каријере те је постао пољопривредни инжењер. Ауербак видевши сјајан таленат који се крио у Чејмберлену, покушавао га је да наговори на одлазак на универзитет Нове Енглеске како би га могао изабрати на драфту као територијални избор.
Међутим, Чејмберлен је ову сјајну понуду одбио, а касније се показало да је Вилтово место заузео управо његов будући ривал, Бил Расел. У трећој и последњој сезони у дресу Овербрука, Чејмберлен је у три узастопне утакмице постигао 74, 78 и 90 поена. Пантерси су по трећи пут освојили Јавну лигу, победивши Вест Филаделфију резултатом 78:60. У градском финалу, Чејмберлен је с 35 поена предводио свој тим до лаке, 83:42, победе над школом Вест католик. Након три године играња, Чејмберлен је с екипом освојио три Јавне лиге и два градска наслова, те остварио сјајан однос победа и пораза 56:3. Такође током те три године, Чејмберлен је постао најбољи стрелац средње школе постигавши 2.252 поена, што у просеку износи 37,4 поена по утакмици.
Након завршетка сезоне, Чејмберлен је добио више од 200 понуда разних универзитета. Неки су му чак нудили глумачки ангажман, дијаманте, па чак и место тренера-играча. Након неколико недеља размишљања и бројних посета универзитетима, Чејмберлен је одлучио да ће заиграти за универзитет у Канзасу.

### Универзитет
Године 1955, Чејмберлен се придружио универзитету Канзас. Након доласка у Канзас, Чејмберлен је био разочаран због тога што је у Филаделфији био третиран као звезда, а у Канзасу је био непознат, те је владала велика неправда према црнцима. Чејмберлен је покушао да игнорише те догађаје те је у слободно време излазио на места на која би год хтео. Убрзо је видео да га не цене, те је одустао од свог наума, али се с временом и однос према црнцима побољшао. Такође, Чејмберлен је волео да живи у Канзасу поготово због сјајне џез сцене и друштвеног живота.
На универзитету, Чејмберлен је постао члан, касније и председник, познатог братства, те је у свом дебију, против старијих саиграча, одиграо сјајно те је завршио утакмицу са 52 поена, 29 скокова и 4 блокаде. Под вођством тренера Фога Алена, Чејмберлен је играо сјајно, те је с њим развио сјајан однос, али је тренер Ален, због навршених 70 година, морао отићи у принудну пензију. Доласком Аленовог наследника, Дика Харпа, Чејмберлен је постао незадовољан јер је са новим тренером развио лош однос, а многи су и сумњали да би уопште дошао на универзитет да је знао да ће се тренер Ален пензионисати.
Дана 3. децембра 1956. године Чејмберлен је остварио и службени наступ у дресу ЏејХокса, те је у победи своје екипе, 87:69, постигао 52 поена и 31 скок, те је тиме срушио и неколико универзитетских рекорда. Током тог периода, Чејмберлен је био незаустављива нападачка машина која је и развио неколико незаустављивих потеза од који су: шут са дистанце, шут од табле и сјајан улазак у рекет. Такође развио је своју технику додавања те је игру у одбрани унапредио са све већим бројем блокираних шутева, који су касније водили до лаганих поена. Као вођа младе и талентоване екипе ЏејХокса, одвео их је до односа 13:1, али су изгубили од универзитета Оклахома стејта, који су током утакмице држали лопту у поседу по 3 минута без намере за постизањем коша. Тај проблем је, тек 1984. године, решен увођењем ограничења напада на 24 секунде.
Као и у средњој школи, Чејмберлен се бавио и атлетиком, те је остварио запажене резултате и у том подручју. Удаљеност од 100 m, Чејмберлен је прелазио за 10,9 секунди, а у троскоку је остваривао резултате преко 15,30 m. У скоку увис и у трчању, Чејмберлен је три узастопне године био првак универзитетских такмичења у тим дисциплинама.
Током одржавања првенства Националне студентске атлетске асоцијације у Даласу, који је у то време био сегрегиран, године 1957. екипа ЏејХокса је била расно критикована и вређана. Једном приликом је један од бивших играча те екипе изјавио да је пубилка је била брутална, да су их пљували, те да су били изложени великом расном вређању. Међутим то није спречило екипу ЏејХокса да против универзитета Јужних методиста, однесу, 73:65, победу у продужетку. Након утакмице, полиција је била присиљена да отпрати ЏејХоксе до аутобуса и оближњег одмаралишта, јер је бесни народ због пораза чак хтео и да отме аутобус. Наредна утакмица била је једнако непријатна због великих расних увреда током целе утакмице, али су ЏејХокси уверљиво победили резултатом 81:61.
У полуфиналној утакмици против Сан Франциска, на челу с Чејмберленом, ЏејХокси односе победу резултатом 80:56 и улазе у НЦАА финале. Чејмберлен је за своје заслуге изабран у најбољи тим сезоне, те је одвео екипу до финалног сусрета против универзитета Северна Каролина, односно њихове екипе Тар хилса. У тој утакмици тренер Тар хилса користио је неколико тактика за заустављање Чејмберлена, а најчешћа је била она када су га чувала двојица играча, један напред, други позади, а трећи би долазио чим би Чејмберлен примио лопту. Са сјајно чуваним Чејмберленом, ЏејХокси су били немоћни, те су из игре шутирали мизерних 27%, да би на полувреме отишли са заостатком од седам поена, односно резултатским заостатком од 29:22. Касније су Тар хилси повели са 40:37 и 10 минута пре краја почели су да круже с додавањима без икакве намере за постизањем поена. Након неколико грешака Тар хилса, ЏејХокси су успели да изједначе резултат на 46:46, те је тај резултат остао све до краја регуларног дела утакмице. У првом продужетку обе екипе постигле су по два поена, а у другом продужетку, при резултату 48:48, ЏејХокси су чували лопту и додавали је без икакве намере да постигну кош. У трећем продужетку, Тар хилси су постигли три узастопна поена, али је Чејмберлен с троструким поеном, два поена и слободно бацање, успео да задржи своју екипу на само једном поену заостатка. Након што је Кинг постигао два поена, ЏејХокси су били у предности два поена, али Џо Квиг, играч Тар хилса, с десет секунди до краја утакмице, бива фаулиран, те са два постигнута слободна бацања враћа предност својој екипи. У идућем нападу, по тренеровој замисли, лопта је требало да дође до Чејмберлена, али је Рон Лонески „премекано додао“ ту лопту која је била пресечена, те је НЦАА наслов отишао у Северну Каролину. Иако је ово била тешка утакмица за Чејмберлена, будући да су га чувала чак тројица играча, постигао је 23 поена и 14 скокова, те је изабран за најкориснијег играча Фајнал фора. Касније је Чејмберлен признао да му је то био најболнији пораз у животу.
На трећој години универзитета, Чејмберлен је био јако фрустриран због тога што су га на свакој утакмици чували двојица или тројица играча који су му онемогућавали нормалну игру. Такође, и Чејмберлен је „кажњавао“ играче својим лактовима, са којима је, при окретању према кошу, неколицини играча знао да избије и понеки зуб. Иако је био добро чуван, Чејмберлен је успео да оствари сјајни просек од 30,1 поена по утакмици, те је одвео ЏејХоксе до односа 18:5. Због упале уринарног тракта, Чејмберлен је био присиљен да изостане три утакмице које су, без њега, ЏејХокси изгубили. Због жеље за одласком у професионалце и жељом за зарадом неког већег новца, Чејмберлен је напустио универзитет.
Напустивши колеџ, један часопис му је понудио 10.000 долара да напише чланак о разлозима напуштања универзитета, што је Вилт и прихватио, јер су тада у просеку НБА играчи зарађивали 9.000 долара по целој сезони. Током трогодишњег боравка на универзитету, Чејмберлен је постигао 1.433 поена и 877 скокова, што у просеку износи 29,9 поена и 18,3 скокова по утакмици. У то време, у доби од 21 године, Чејмберлен се појавио на неколико насловних страна врло познатих часописа.
Много година касније, бројни критичари су тврдили да је Чејмберлен напустио универзитет због „белог средњег запада“ или због неосвојеног НЦАА наслова. Године 1998, Чејмберлен се вратио на универзитет због церемоније пензионисања његовог дреса с бројем 13, те је, за време одржавања говора, демантовао све критичарске разлоге његовог напуштања универзитета.

## Професионална каријера

### 1958—1959: Харлем глобтротерси
Након фрустрирајуће треће године универзитета, Чејмберлен је хтео, пре завршетка четврте године, да постане професионални играч. Будући да у то време НБА лига није прихватала играче са незавршеним студирањем, године 1958. Чејмберлен је одлучио да приступи Харлем глобтротерсима за 50 хиљада долара.
Чејмберлен је, као члан екипе, учествовао на турнеји у Совјетском Савезу, а уводну утакмицу у Москви похвалио је и тадашњи генерални секретар Комунистичке партије Совјетског Савеза Никита Хрушчов. На једној утакмици капитен Глобтротерса, Медоуларк Лемон, пао је на паркет, а Чејмберлен, уместо да му помогне да устане, брзо га је подигао неколико десетина центиметара у ваздух и пустио га. Касније је овај догађај капитен коментарисао с речима да је Чејмберлен био најјачи спортиста који је икада живео. У каснијим сезонама, Чејмберлен се најчешће придруживао Глобтротерсима након завршетка доигравања, те га је публика увек радо поздрављала због своје атрактивности. Дана 9. марта 2000. године управа Глобтротерса одлучила је да пензионише Чејмберленов дрес са бројем 13.

### 1973—1974: Сан Дијего конквистадорси
Године 1973, Еј-Би-Еј екипа, Сан Дијего конквистадорси склопила је уговор са Чејмберленом, као играчем и тренером, за 600 хиљада долара. Тренерске дужности, Чејмберлен је најчешће препуштао помоћном тренеру, Стену Албеку, а он се највише сконцентрисао на промовисање аутобиографије под називом Wilt: Just Like Any Other 7-Foot Black Millionaire Who Lives Next Door (срп. Вилт: Као и сваки други црни двометраш милионер који живи у суседству). Те сезоне, као тренер и играч Сан Дијега, Чејмберлен се баш и није прославио будући да је екипа завршила сезону са односом 37:47 и поразом у полуфиналу доигравања. Такође, Чејмберлен није био задовољан ни с посећености публике, те се након завршетка сезоне пензионисао од професионалне кошарке.

## Каријера ван кошарке
Након Сан Дијега и повлачења из кошарке, Чејмберлен је успешно ушао у свет шоу бизниса и забаве. Зарадио је поприличну количину новца на деоницама и некретнинама, те је отворио један од познатијих ноћних клубова Big Wilt's Smalls Paradise (срп. Мали рај великог Вилта). Такође, Чејмберлен је улагао и у неке одбојкашке и атлетске клубове, те је зарадио нешто новца појављивањем у рекламама компанија као што су Drexel Burnham, Le Tigre Clothing и Foot Locker. Након кошарке, Чејмберлен је заволео одбојку, те постао њен велики обожаватељ. Године 1974, постао је члан извршног одбора америчког одбојкашког савеза, а годину дана касније и његов председник. Учествовао је и на одбојкашкој Ол стар утакмици, те је именован најкориснијим играчем утакмице, а 1979. године напустио је амерички одбојкашки савез који се распао.
У свету филма, 1984. године, Чејмберлен је одиграо запажену улогу Бомбате у филму Конан уништитељ где је главну улогу играо још један снагатор, Арнолд Шварценегер. Иако су му играчки дани били одавно прошли, Чејмберлен је увек био у сјајној форми, те је током осамдесетих година 20. века најављивао и могући повратак у НБА. У доби од 49 и 50 година, Чејмберлен је примио понуде Кливленд Кавалирса и Њу Џерзи Нетса за повратак у НБА, али он их је обе одбио. Често је учествовао и на маратонима, те је своју форму задржао све до болешћу нарушеног здравља.

## Рекорди и достигнућа каријере
Чејмберлен је током своје НБА каријере одиграо 1045 утакмица, постигао 31.419 поена, 23.924 скокова и 4.643 асистенције, што у просеку износи 30,01 поена, 22,9 скокова и 4,4 асистенције. Био је један од најдоминантнијих центара у историји кошарке те држи неколико десетина НБА рекорда. Био је сјајан стрелац и скакач, што говори и податак да је чак седам пута заредом био најбољи стрелац лиге и једанаест пута најбољи скакач лиге. Чејмберлен је одговоран за неколико промена НБА правила, која су била намењена управо његовом заустављању. Најслабија тачка његове игре било је управо извођење слободних бацања. У сезони 1967/68. Чејмберлен је са својих 578 поставио рекорд по броју промашених слободних бацања у једној сезони. Такође, заузео је и друго место по броју промашених слободних бацања јер је у сезони 1961/62. промашио њих 528.
За своје доприносе, Чејмберлен је ушао у Кошаркашку Кућу славних, укључен је на списак највећих 35 и 50 највећих играча у историји НБА лиге, те је уврштен на друго место, у избору Слем магазина, за 75 најбољих играча у историји НБА и на тринаесто место најбољих Северно Америчких спортиста.
Дана 6. марта 2007. године Чејмберлен је, у избору И-Ес-Пи-Ен-а за најбољег центра у историји НБА лиге, заузео друго место, иза Карима Абдул Џабара. Такође, Чејмберлен је имао поштовање и код противника, будући да га је Бил Расел прогласио једним од најбољих индивидуалних ривала. Његов дрес пензионисан је чак пет пута, а пензионисали су га универзитет Канзас, Харлем глобтротерси, Филаделфија/Сан Франциско Вориорси, Филаделфија севентисиксерси и Лос Анђелес Лејкерси.

## Приватан живот

### Детињство
Чејмберлен је био једно од деветоро деце Оливије и Вилијама Чејмберлена. Био је члан породице ниже средње класе са два брата и шестеро сестара, уз смрт двоје новорођенчади одмах након порођаја. Као тинејџер, Чејмберлен се осећао као чудак због своје висине, али и због свог муцања, које је с временом нестало. Имао је и недостатак самопоуздања, што је коментарисао и један његов пријатељ из детињства који је изјавио да се не сећа да је Чејмберлен излазио са девојкама, те да је вероватно из средње школе изашао као невин. Доласком славе Чејмберлен се променио. Његов саиграч из средњошколских дана, Мел Бродски, рекао је да Када је Чејмберлен дошао у средњу школу да је био скроман, али до своје треће године похађања постао је дрзак и умишљен, управо знајући да може да учини све што науми.

### Статус звезде
Прва велика зарада у Чејмберленовој каријери дошла је 1959. године када је заиграо у НБА лиги. Његов уговор износио је 30 хиљада долара, што је било чак 5000 долара више од, већ доказаног и вишеструког освајача НБА наслова, играча Боба Кузија. Постао је први кошаркаш с годишњом платом од 100 хиљада долара, а за време боравка у Лос Анђелес Лејкерсима, Чејмберлен је зарадио више од 1,5 милиона долара. Као играч Филаделфије, могао је да си приушти изнајмљени стан у Њујорку и путовања до Филаделфије. Уз сав новац и славу, Чејмберлен је почео са дуготрајним ноћним изласцима и спавањем до касних послеподневних сати, што се показало као проблем у сезони 1965/66.
Када је постао члан Лејкерса, Чејмберлен је започео изградњу милион долара вредне виле. Вили је дао име Ursa Major, што је латински назив сазвежђа Велики медвед. Вила је изграђена на површини од 2700 m² на Санта Моника Маунтинсу у Бел Еру, а у изградњу је утрошено више од 200 тона квалитетног камена и 100 тона песка. Изградња виле је завршена 1971. године. Чејмберлен је живео сам, а уз луксузну кућу поседовао је и импресивну збирку аутомобила. У ту збирку улазили су Ферари, Бентли и реплика Бондовог аутомобила у вредности од 400 хиљада долара.

### Пријатељства и ривалства
Иако је, према наводима новинара, Чејмберлен био велики егоиста, развио је бројне сјајне односе са неким својим противницима или пак колегама. Често је и истицао свој одличан однос са гледаоцима, којима је радо потписивао аутограме. Током већег дела своје каријере, Чејмберлен је био одличан пријатељ са својим, тада највећим ривалом на теренима, Билом Раселом. Њих двојица често су проводила слободно време заједно те га је Чејмберлен, у неколико наврата, позивао на вечеру на Дан захвалности. С временом, односи су постали напети, а након седме утакмице НБА финала 1969. године, њихов однос се распао и њих двојица нису разговарали више од 20 година. Чејмберлен је шест минута пре краја утакмице изашао из игре и није се више вратио. Расел га је оптужио да је кукавица и да није могао да се суочи с тиме да би Лејкерси можда могли изгубити док је Чејмберлен, који је због тешко повређеног колена пропустио остатак баража и већину наредне сезоне, изјавио да му је Расел забио нож у леђа. Расел је у неколико наврата пробао да исправи ствари, али то пријатељство никада више није достигло онај ниво као на почетку њихових каријера.
Такође, Чејмберлен је изградио и пријатељство са тада надолазећом НБА звездом, Каримом Абдул Џабаром. Абдул Џабар је Чемберлена сматрао за идола, али с временом ти односи су постали напети, поготово након Чејмберленовог одласка у пензију. Чејмберлен је често критиковао Џабарову игру у нападу и одбрани, док је с друге стране, Џабар критиковао Чејмберлена због његовог политичког опредељења и његовог начина живота. Након што је Џабар 1984. године срушио Чејмберленов рекорд по броју постигнутих поена у каријери, односи су се накратко поправили, али убрзо је Чејмберлен почео с новим критикама. У својој аутобиографији, 1990. Године, Џабар је прозвао Чејмберлена плачљивцем и особом која лако одустаје и све до Чејмберленове смрти, однос је остао натегнут.

### Љубавни живот
Као тинејџер срамежљив и несигуран, Чејмберлен је касније постао познати женскарош. Многи су сведочили његовим сексуалним авантурама, а касније су и његови пријатељи посведочили да је Чејмберлен знао у 10 дана да спава с око 23 жене. Често је организовао групне забаве са две, три или више жена.
Године 1991, Чејмберлен је објавио своју другу аутобиографију, A View from Above (срп. Поглед одозго), у којој је изнео податак да је спавао са више 20.000 жена. То би значило да је Чејмберлен од своје 15 године, па све до изласка аутобиографије спавао с 1,13 жена дневно, а то би такође значило да је Чејмберлен спавао с осам жена недељно. Убрзо је постао предмет исмевања бројних комичара и шаљиваца, међу којима се нашао и Артур Еш. У једном интервјуу 1999. године, неколико месеци пре смрти, изјавио је да се никад није женио зато што је желео слободу у вођењу љубави с много жена, иако је, такође, изјавио да је боље с истом женом водити љубав хиљаду пута, него с хиљаду жена једном. Чејмберлен никада није био ни близу женидбе, а неколико пута је признао да му се више свиђају белкиње.

### Смрт
Чејмберлен је пре смрти имао поприличне проблеме са срцем. Године 1992, Чејмберлен је хоспитализован на три дана због неправилних откуцаја срца, а 1999. године здравље му се нагло погоршало. Током тог периода, Чејмберлен је изгубио између 22 и 23 килограма. Недељу дана пре смрти, Чејмберлен се подрвргнуо операцији, али чинило се да му се здравље неће поправити. Дана 12. октобра 1999. године, у својој кући у Бел-Еру, Чејмберлен је преминуо од застоја срца. Након смрти, Вилт је кремиран. Неколико дана касније, Јужну Калифорнију задесио је блажи земљотрес, те су многи то протумачили, кроз шалу, да је Чејмберлен стигао на вечно почивалиште.

## Статистика НБА каријере
| † | означава сезону када осваја НБА титулу |
|   | Најбоље у лиги                         |
| † | НБА рекорди и најбоље у лиги           |

### Регуларна сезона
| Year     | Team                      | GP   | MPG   | FG%   | FT%  | RPG   | APG | PPG   |
| -------- | ------------------------- | ---- | ----- | ----- | ---- | ----- | --- | ----- |
| 1959–60  | Филаделфија               | 72   | 46.4  | .461  | .582 | 27.0  | 2.3 | 37.6  |
| 1960–61  | Филаделфија               | 79   | 47.8  | .509  | .504 | 27.2† | 1.9 | 38.4  |
| 1961–62  | Филаделфија               | 80   | 48.5† | .506  | .613 | 25.7  | 2.4 | 50.4† |
| 1962–63  | Сан Франциско             | 80   | 47.6  | .528  | .593 | 24.3  | 3.4 | 44.8  |
| 1963–64  | Сан Франциско             | 80   | 46.1  | .524  | .531 | 22.3  | 5.0 | 36.9  |
| 1964–65  | Сан Франциско/Филаделфија | 73   | 45.2  | .510  | .464 | 22.9  | 3.4 | 34.7  |
| 1965–66  | Филаделфија               | 79   | 47.3  | .540  | .513 | 24.6  | 5.2 | 33.5  |
| 1966–67† | Филаделфија               | 81   | 45.5  | .683  | .441 | 24.2  | 7.8 | 24.1  |
| 1967–68  | Филаделфија               | 82   | 46.8  | .595  | .380 | 23.8  | 8.6 | 24.3  |
| 1968–69  | Лејкерси                  | 81   | 45.3  | .583  | .446 | 21.1  | 4.5 | 20.5  |
| 1969–70  | Лејкерси                  | 12   | 42.1  | .568  | .446 | 18.4  | 4.1 | 27.3  |
| 1970–71  | Лејкерси                  | 82   | 44.3  | .545  | .538 | 18.2  | 4.3 | 20.7  |
| 1971–72† | Лејкерси                  | 82   | 42.3  | .649  | .422 | 19.2  | 4.0 | 14.8  |
| 1972–73  | Los Angeles               | 82   | 43.2  | .727† | .510 | 18.6  | 4.5 | 13.2  |
| Каријера | Каријера                  | 1045 | 45.8  | .540  | .511 | 22.9  | 4.4 | 30.1  |

### Плеј-оф
| Year     | Team                  | GP  | MPG  | FG%  | FT%  | RPG  | APG | PPG  |
| -------- | --------------------- | --- | ---- | ---- | ---- | ---- | --- | ---- |
| 1960     | Philadelphia Warriors | 9   | 46.1 | .496 | .445 | 25.8 | 2.1 | 33.2 |
| 1961     | Philadelphia Warriors | 3   | 48.0 | .489 | .553 | 23.0 | 2.0 | 37.0 |
| 1962     | Philadelphia Warriors | 12  | 48.0 | .467 | .636 | 26.6 | 3.1 | 35.0 |
| 1964     | San Francisco         | 12  | 46.5 | .543 | .475 | 25.2 | 3.3 | 34.7 |
| 1965     | Philadelphia 76ers    | 11  | 48.7 | .530 | .559 | 27.2 | 4.4 | 29.3 |
| 1966     | Philadelphia 76ers    | 5   | 48.0 | .509 | .412 | 30.2 | 3.0 | 28.0 |
| 1967     | Philadelphia 76ers    | 15  | 47.9 | .579 | .388 | 29.1 | 9.0 | 21.7 |
| 1968     | Philadelphia 76ers    | 13  | 48.5 | .534 | .380 | 24.7 | 6.5 | 23.7 |
| 1969     | Los Angeles           | 18  | 46.2 | .545 | .392 | 24.7 | 2.6 | 13.9 |
| 1970     | Los Angeles           | 18  | 47.3 | .549 | .406 | 22.2 | 4.5 | 22.1 |
| 1971     | Los Angeles           | 12  | 46.2 | .455 | .515 | 20.2 | 4.4 | 18.3 |
| 1972     | Los Angeles           | 15  | 46.9 | .563 | .492 | 21.0 | 3.3 | 14.7 |
| 1973     | Los Angeles           | 17  | 47.1 | .552 | .500 | 22.5 | 3.5 | 10.4 |
| Каријера | Каријера              | 160 | 47.2 | .522 | .465 | 24.5 | 4.2 | 22.5 |